# Pušnies, Rūžo ir Apvardų šlapžemių kompleksas
Pušnies, Rūžo ir Apvardų šlapžemių kompleksas este o arie protejată (arie de protecție specială avifaunistică — SPA) din Lituania întinsă pe o suprafață de 1.063 ha, integral pe uscat.

## Localizare
Centrul sitului Pušnies, Rūžo ir Apvardų šlapžemių kompleksas este situat la coordonatele 55°29′52″N 25°49′54″E / 55.4978°N 25.8317°E.

## Înființare
Situl Pušnies, Rūžo ir Apvardų šlapžemių kompleksas a fost declarat arie de protecție specială avifaunistică în martie 2010 pentru a proteja 1 specie de animale.

## Biodiversitate
Situată în ecoregiunea boreală, aria protejată conține 3 habitate naturale: Formațiuni ierboase bogate în specii de Nardus, dezvoltate pe substraturi silicioase în zone montane (și în zone submontane, în Europa continentală), Liziere de ierburi înalte hidrofile de câmpie și de nivel montan până la alpin, Mlaștini turboase de tranziție și turbării mișcătoare.
La baza desemnării sitului se află o specie protejată de  păsări: cresteț pestriț (Porzana porzana).
Pe lângă speciile protejate, pe teritoriul sitului au mai fost identificate 1 specie de plante.